# Kamer van volksvertegenwoordigers (samenstelling 1939-1946)
De lijst van leden van de Belgische Kamer van volksvertegenwoordigers van 1939 tot 1946. De Kamer van volksvertegenwoordigers telde toen 202 leden.  Het nationale kiesstelsel was in die periode gebaseerd op algemeen enkelvoudig stemrecht voor alle mannelijke Belgen van 21 jaar en ouder, volgens een systeem van evenredige vertegenwoordiging op basis van de methode-D'Hondt, gecombineerd met een districtenstelsel.
De 32ste legislatuur van de Kamer van volksvertegenwoordigers liep van 13 april 1939 tot 9 januari 1946 en volgde uit de verkiezingen van 2 april 1939. Van 10 mei 1940 tot 18 september 1944 werd de parlementaire legislatuur echter onderbroken door de Duitse bezetting tijdens de Tweede Wereldoorlog.
Tijdens deze legislatuur was de eerst de regering-Pierlot II (april - september 1939) in functie, een meerderheid van katholieken en liberalen. Vervolgens kwamen de regering-Pierlot III (september 1939 - januari 1940), de regering-Pierlot IV (januari - oktober 1940) en de regering-Pierlot V (oktober 1940 - september 1944), telkens meerderheden van katholieken, liberalen en socialisten. Daarna was het aan de regering-Pierlot VI (september - november 1944), een meerderheid van katholieken, liberalen, socialisten en de communisten. De daaropvolgende regering-Pierlot VII (november 1944 - februari 1945) was een meerderheid van katholieken, liberalen en socialisten. Nadien kwam de regering-Van Acker I (februari - augustus 1945), een meerderheid van katholieken, liberalen, socialisten en communisten. De legislatuur eindigde uiteindelijk met de regering-Van Acker II (augustus 1945 - maart 1946), een meerderheid van de socialisten, de liberalen, communisten en de katholieke afsplitsing UDB, dat enkel in de Kamer vertegenwoordigd was.
De oppositie bestond dus uit de katholieken (vanaf augustus 1945), de socialisten (tot september 1939), de communisten (tot september 1944 en van november 1944 tot februari 1945), de Vlaams-nationalisten (tot september 1944), derexisten (tot september 1944), de oud-strijders en de technocraten.

## Zittingen
In de 32ste zittingsperiode (1939-1946) vonden vijf zittingen plaats. Van rechtswege kwamen de Kamers ieder jaar bijeen op de tweede dinsdag van november.
| Zitting                    | Opening          | Sluiting         |
| -------------------------- | ---------------- | ---------------- |
| buitengewone zitting       | 13 april 1939    | 11 juli 1939     |
| buitengewone zitting       | 5 september 1939 | 13 november 1939 |
| 3de zitting 1939-1940/1944 | 14 november 1939 | 10 november 1944 |
| 4de zitting 1944-1945      | 14 november 1944 | 12 november 1945 |
| 5de zitting 1945-1946      | 13 november 1945 | 9 januari 1946   |

## Samenstelling
| Begin legislatuur (1939) | Begin legislatuur (1939) | Begin legislatuur (1939) | Einde legislatuur (1946) | Einde legislatuur (1946) | Einde legislatuur (1946) |
| Fractie                  | Fractie                  | Zetels                   | Fractie                  | Fractie                  | Zetels                   |
| ------------------------ | ------------------------ | ------------------------ | ------------------------ | ------------------------ | ------------------------ |
|                          | Katholieken              | 73                       |                          | Katholieken              | 70                       |
|                          | Socialisten              | 64                       |                          | Socialisten              | 62                       |
|                          | Liberalen                | 33                       |                          | Liberalen                | 31                       |
|                          | Vlaams-nationalisten     | 17                       |                          | Communisten              | 9                        |
|                          | Communisten              | 9                        |                          | Onafhankelijk            | 2                        |
|                          | Rexisten                 | 4                        |                          | UDB                      | 1                        |
|                          | Technocraten             | 1                        |                          | Technocraten             | 1                        |
|                          | Oud-strijders            | 1                        |                          | Oud-strijders            | 1                        |

### Wijzigingen in fractiesamenstelling
- In 1939 werd Fernand Brunfaut (socialist) uit zijn partij gezet omdat hij zijn steun uitsprak voor het Molotov-Ribbentroppact. Hij zetelde vervolgens tot in 1944 als onafhankelijke, waarna hij weer in de socialistische fractie werd opgenomen.
- Na de Bevrijding in 1944 keerden een aantal parlementsleden niet meer terug. De in 1943 overleden Paul Lamborelle (liberaal) en de ontslagnemende August Balthazar (socialist), alsook de overleden Vlaams-nationalisten Staf De Clercq, Reimond Tollenaere en Jozef Alfons Hermans werden niet vervangen door een opvolger. De overige veertien Vlaams-nationalistische verkozenen, de rexisten Léon Degrelle en Henri Horward, de socialist Franciscus Longville en de katholiek Leo Vindevogel werden door hun pro-Duitse houding in de Tweede Wereldoorlog niet meer uitgenodigd voor Kamerzittingen en ook de katholiek Leo Delwaide, verdacht van collaboratie met de Duitsers toen hij oorlogsburgemeester van Antwerpen was, liet zich niet meer in de Kamer zien. De liberalen verloren hierdoor een zetel, de katholieken en de socialisten elk twee.
- Vanaf 1944 zetelen de voormalige rexisten Ursmard Legros en François de Meester de Heyndonck als onafhankelijken.
- In 1945 stapt Antoine Delfosse (katholiek) uit zijn partij en richt hij de UDB op.
- In 1945 stapt Ursmar Depotte (socialist) over naar de communistische fractie. Jean-Baptiste Cornez, opvolger van de tijdens de oorlog overleden Désiré Desellier (communist), sloot zich dan weer aan bij de socialistische fractie.
- In 1945 overlijdt Victor de Laveleye (liberaal). Hij wordt niet meer vervangen.

## Lijst van de volksvertegenwoordigers
| Volksvertegenwoordiger           | Partij             | Kieskring                 | Opmerkingen |
| -------------------------------- | ------------------ | ------------------------- | --- |
| Frans Van Cauwelaert             | Katholiek          | Antwerpen                 | Parlementsvoorzitter en voorzitter van de commissie Buitenlandse Zaken en Buitenlandse Handel en de commissie Openbaar Onderwijs. |
| Robert de Kerchove d'Exaerde     | Katholiek          | Antwerpen                 | Ondervoorzitter en voorzitter van de commissie Middenstand en Economische Zaken, de commissie Landbouw en de commissie Binnenlandse Zaken. Vanaf 14 november 1944 tevens voorzitter van de commissie Ravitaillering                                                                            |
| Hendrik Marck                    | Katholiek          | Antwerpen                 | |
| Leo Delwaide                     | Katholiek          | Antwerpen                 | |
| Hubert Mampaey                   | Katholiek          | Antwerpen                 | |
| Werner Koelman                   | Katholiek          | Antwerpen                 | |
| Camille Huysmans                 | Socialist          | Antwerpen                 | |
| Willem Eekelers                  | Socialist          | Antwerpen                 | |
| Jan-Baptist Samyn                | Socialist          | Antwerpen                 | |
| Frans De Schutter                | Socialist          | Antwerpen                 | |
| Lode Craeybeckx                  | Socialist          | Antwerpen                 | |
| Franciscus Longville             | Socialist          | Antwerpen                 | Vervangt vanaf 24 januari 1940 de overleden Urbain Jamar. |
| Jozef Van Santvoort              | Socialist          | Antwerpen                 | |
| Louis Joris                      | Liberaal           | Antwerpen                 | Vanaf 27 februari 1945 ondervoorzitter en voorzitter van de commissie Koloniën, de commissie Landsverdediging en de commissie Justitie. |
| Louis Boeckx                     | Liberaal           | Antwerpen                 | Vervangt vanaf 13 april 1939 Robert Godding, die provinciaal senator in de Belgische Senaat wordt. |
| Flor Grammens                    | VNV                | Antwerpen                 | |
| Jan Timmermans                   | VNV                | Antwerpen                 | |
| Leo Frenssen                     | Technocraat        | Antwerpen                 | |
| Alfons Verbist                   | Katholiek          | Mechelen                  | |
| Edgar Maes                       | Katholiek          | Mechelen                  | Secretaris vanaf 27 februari 1945. |
| Antoon Spinoy                    | Socialist          | Mechelen                  | Vervangt vanaf 14 november 1944 de overleden Désiré Bouchery. Bouchery was tot aan zijn dood op 6 november 1944 ondervoorzitter en voorzitter van de commissie Posterijen, Telegrafie en Telefonie, de commissie Verkeerswezen en de commissie Arbeid en Sociale Voorzorg.                     |
| Gaston Fromont                   | Socialist          | Mechelen                  | |
| Paul Lamborelle                  | Liberaal           | Mechelen                  | Lamborelle overlijdt op 1 mei 1943, maar wordt niet meer vervangen. |
| Ward Hermans                     | Vlaams-nationalist | Mechelen                  | |
| Alphonse Van Hoeck               | Katholiek          | Turnhout                  | Quaestor. |
| Jan-Baptist Rombauts             | Katholiek          | Turnhout                  | |
| Leo De Peuter                    | Katholiek          | Turnhout                  | Vervangt vanaf 18 april 1939 Renaat Van Den Kieboom, die beslist om gedeputeerde van Antwerpen te blijven. |
| Augustinus Hens                  | Socialist          | Turnhout                  | |
| Thomas Debacker                  | Vlaams-nationalist | Turnhout                  | |
| Henri Carton de Wiart            | Katholiek          | Brussel                   | Voorzitter van de katholieke fractie. |
| Jules Coelst                     | Katholiek          | Brussel                   | Vervangt vanaf 20 september 1944 de overleden Corneille Fieullien. Fieullien was quaestor tot aan zijn dood op 13 maart 1944. |
| Charles du Bus de Warnaffe       | Katholiek          | Brussel                   | Secretaris van 14 november 1944 tot 12 februari 1945. |
| Louis Baillon                    | Katholiek          | Brussel                   | |
| Jan Van den Eynde                | Katholiek          | Brussel                   | Verkozen voor de Katholieke Vlaamse Volkspartij |
| Herman Vergels                   | Katholiek          | Brussel                   | Verkozen voor de Katholieke Vlaamse Volkspartij |
| Emmanuel De Winde                | Katholiek          | Brussel                   | |
| Albertus Bouweraerts             | Katholiek          | Brussel                   | Verkozen voor de Katholieke Vlaamse Volkspartij |
| Paul-Henri Spaak                 | Socialist          | Brussel                   | |
| Fernand Brunfaut                 | Socialist          | Brussel                   | Zetelde van 20 december 1939 tot 26 oktober 1944 als onafhankelijke. |
| Isabelle Blume-Grégoire          | Socialist          | Brussel                   | |
| Louis Uytroever                  | Socialist          | Brussel                   | |
| Léon Meysmans                    | Socialist          | Brussel                   | |
| Frans Fischer                    | Socialist          | Brussel                   | Quaestor tot 14 november 1944 en vanaf 14 november 1944 ondervoorzitter en voorzitter van de commissie Verkeerswezen, de commissie Voorlichting, de commissie Posterijen, Telegrafie en Telefonie en de commissie Arbeid en Sociale Voorzorg. Tevens voorzitter van de socialistische fractie. |
| François Gelders                 | Socialist          | Brussel                   | Secretaris. |
| Ernest Demuyter                  | Liberaal           | Brussel                   | Vervangt vanaf 14 november 1939 de overleden Adolphe Max. Max was tot aan zijn dood op 6 november 1939 voorzitter van de liberale Kamerfractie. |
| Gaston Van de Wiele              | Liberaal           | Brussel                   | Vervangt vanaf 20 september 1944 de overleden Paul Hymans. Hymans was van 14 november 1939 tot aan zijn dood op 8 maart 1941 voorzitter van de liberale Kamerfractie. |
| Lucien Cooremans                 | Liberaal           | Brussel                   | Vervangt vanaf 20 september 1944 Marcel-Henri Jaspar, die ambassadeur wordt. |
| Victor de Laveleye               | Liberaal           | Brussel                   | De Laveleye overlijdt op 14 december 1945, maar wordt niet meer vervangen. |
| Roger Motz                       | Liberaal           | Brussel                   | |
| Léon Mundeleer                   | Liberaal           | Brussel                   | Tot 12 februari 1945 ondervoorzitter en voorzitter van de commissie Koloniën, de commissie Landsverdediging en de commissie Justitie. |
| Fernand Blum                     | Liberaal           | Brussel                   | |
| Charles Jacques Janssens         | Liberaal           | Brussel                   | |
| Staf De Clercq                   | Vlaams-nationalist | Brussel                   | De Clercq overlijdt op 22 oktober 1942, maar wordt niet meer vervangen. |
| Karel Lambrechts                 | Vlaams-nationalist | Brussel                   | |
| Samuel Herssens                  | Communist          | Brussel                   | Vervangt vanaf 28 augustus 1945 Xavier Relecom, die uit de politiek stapt. |
| Albert Marteaux                  | Communist          | Brussel                   | |
| Léon Degrelle                    | Rexist             | Brussel                   | |
| François de Meester de Heyndonck | Rexist             | Brussel                   | Zetelt vanaf 20 september 1944 als onafhankelijke. |
| Jules Lesseliers                 | Oud-strijders      | Brussel                   | |
| Albert de Vleeschauwer           | Katholiek          | Leuven                    | |
| Gaston Eyskens                   | Katholiek          | Leuven                    | |
| Jules Sieben                     | Katholiek          | Leuven                    | |
| Alfons Vranckx                   | Socialist          | Leuven                    | |
| Auguste Smets                    | Socialist          | Leuven                    | |
| Paul Vandevelde                  | Liberaal           | Leuven                    | Vervangt 2 mei 1945 de overleden Louis Bégault. Bégault verving vanaf 24 april 1945 de overleden Charles Dejaegher, maar was reeds overleden in een Duits concentratiekamp, wat nog niet bekend was.                                                                                           |
| Remi Emile Deneef                | Liberaal           | Leuven                    | |
| Louis Delvaux                    | Katholiek          | Nijvel                    | |
| Alphonse Clignez                 | Socialist          | Nijvel                    | Vervangt vanaf 20 september 1944 de overleden Henri Delor. |
| Sylvain Sohest                   | Socialist          | Nijvel                    | Vervangt vanaf 7 augustus 1945 de overleden Jean Wincq. Wincq zelf verving vanaf 23 mei 1945 de overleden Henri Lepage, maar was reeds overleden in een Duits concentratiekamp, wat nog niet bekend was.                                                                                       |
| Charles-Emmanuel Janssen         | Liberaal           | Nijvel                    | |
| Jean Borremans                   | Communist          | Nijvel                    | |
| Etienne Floré                    | Katholiek          | Brugge                    | Vervangt vanaf 16 augustus 1945 de overleden Alfons De Groeve. |
| Maurice Geûens                   | Katholiek          | Brugge                    | |
| Achiel Van Acker                 | Socialist          | Brugge                    | Quaestor tot 27 september 1944. |
| Jozef Devroe                     | Vlaams-nationalist | Brugge                    | |
| Jules Coussens                   | Katholiek          | Kortrijk                  | |
| Maurice De Jaegere               | Katholiek          | Kortrijk                  | |
| Omer Vandenberghe                | Katholiek          | Kortrijk                  | |
| August Debunne                   | Socialist          | Kortrijk                  | |
| Joseph Vandevelde                | Socialist          | Kortrijk                  | |
| Valeer Tahon                     | Liberaal           | Kortrijk                  | |
| Karel Goetghebeur                | Katholiek          | Veurne-Diksmuide-Oostende | |
| Leon Porta                       | Katholiek          | Veurne-Diksmuide-Oostende | |
| Joris Vansteenland               | Vlaams-nationalist | Veurne-Diksmuide-Oostende | Vervangt vanaf 13 april 1939 Jeroom Leuridan, die senator wordt. |
| Julien Peurquaet                 | Socialist          | Veurne-Diksmuide-Oostende | |
| Adolphe Van Glabbeke             | Liberaal           | Veurne-Diksmuide-Oostende | |
| Camiel Verhamme                  | Katholiek          | Roeselare-Tielt           | Vervangt vanaf 9 april 1940 de overleden Gustave Sap. |
| Emile Allewaert                  | Katholiek          | Roeselare-Tielt           | |
| Adiel Dierkens                   | Socialist          | Roeselare-Tielt           | |
| Reimond Tollenaere               | Vlaams-nationalist | Roeselare-Tielt           | Tollenaere overlijdt op 22 januari 1942, maar wordt niet meer vervangen. |
| Robert De Man                    | Katholiek          | Ieper                     | |
| Jean Vanderghote                 | Katholiek          | Ieper                     | |
| Emile Butaye                     | Vlaams-nationalist | Ieper                     | |
| Pieter van Schuylenbergh         | Katholiek          | Aalst                     | |
| Karel Fransman                   | Katholiek          | Aalst                     | |
| Alfred Nichels                   | Socialist          | Aalst                     | |
| Prosper De Bruyn                 | Socialist          | Aalst                     | |
| Ernest Van den Berghe            | Vlaams-nationalist | Aalst                     | |
| Clément Behn                     | Liberaal           | Aalst                     | |
| Leo Vindevogel                   | Katholiek          | Oudenaarde                | Geëxecuteerd op 25 september 1945. Werd niet meer vervangen. |
| Eugène Soudan                    | Socialist          | Oudenaarde                | |
| Alfred Amelot                    | Liberaal           | Oudenaarde                | Secretaris. |
| August De Schryver               | Katholiek          | Gent-Eeklo                | |
| Paul Supré                       | Katholiek          | Gent-Eeklo                | Vervangt vanaf 20 september 1944 de overleden Jules Maenhaut van Lemberge. |
| Albert Kluyskens                 | Katholiek          | Gent-Eeklo                | |
| Adolf Dhavé                      | Katholiek          | Gent-Eeklo                | |
| Camiel Struyvelt                 | Katholiek          | Gent-Eeklo                | |
| August Balthazar                 | Socialist          | Gent-Eeklo                | Balthazar neemt ontslag op 7 november 1944 omdat hij de politiek verlaat, maar wordt echter niet vervangen. |
| Edward Anseele jr.               | Socialist          | Gent-Eeklo                | |
| Jozef Chalmet                    | Socialist          | Gent-Eeklo                | Quaestor vanaf 14 november 1944. |
| Albert Mariën                    | Liberaal           | Gent-Eeklo                | |
| Henri Liebaert                   | Liberaal           | Gent-Eeklo                | |
| Hendrik Elias                    | Vlaams-nationalist | Gent-Eeklo                | |
| Jozef De Lille                   | Vlaams-nationalist | Gent-Eeklo                | |
| Hendrik Heyman                   | Katholiek          | Sint-Niklaas              | |
| Jozef Van Royen                  | Katholiek          | Sint-Niklaas              | Vervangt vanaf 14 november 1939 de overleden Auguste Raemdonck van Megrode. |
| Karel Van Hoeylandt              | Socialist          | Sint-Niklaas              | |
| Joannes Seghers                  | Vlaams-nationalist | Sint-Niklaas              | |
| Joseph du Château                | Katholiek          | Dendermonde               | |
| Josephus Steps                   | Katholiek          | Dendermonde               | |
| Auguste Van de Velde             | Katholiek          | Dendermonde               | |
| Julius De Pauw                   | Socialist          | Dendermonde               | |
| Jean Duvieusart                  | Katholiek          | Charleroi                 | Vervangt vanaf 20 september 1944 de overleden Georges Michaux. Michaux was secretaris tot aan zijn dood op 15 november 1940. |
| Oscar Behogne                    | Katholiek          | Charleroi                 | |
| Marius Bufquin des Essarts       | Socialist          | Charleroi                 | Vervangt vanaf 16 mei 1945 de overleden Emile Brunet. |
| Georges Bohy                     | Socialist          | Charleroi                 | |
| Eugène Van Walleghem             | Socialist          | Charleroi                 | Secretaris. |
| Arthur Gailly                    | Socialist          | Charleroi                 | |
| Corneille Embise                 | Socialist          | Charleroi                 | Vervangt vanaf 20 september 1944 de overleden Victor Ernest. |
| Edmond Leclercq                  | Liberaal           | Charleroi                 | |
| Fernand Masquelier               | Liberaal           | Charleroi                 | |
| Henri Glineur                    | Communist          | Charleroi                 | |
| Jean-Baptiste Cornez             | Socialist          | Charleroi                 | Vervangt vanaf 28 november 1945 de overleden Désiré Desellier (communist). Cornez stond bij de verkiezingen van 1939 als opvolger op de communistische lijst, maar was inmiddels uit de communistische partij gestapt en zetelde als socialist.                                                |
| Gustave Debersé                  | Katholiek          | Bergen                    | |
| Achille Delattre                 | Socialist          | Bergen                    | |
| Louis Piérard                    | Socialist          | Bergen                    | |
| Raoul Defuisseaux                | Socialist          | Bergen                    | Vervangt vanaf 20 september 1944 de overleden Alphonse Louis Goblet. |
| Leo Collard                      | Socialist          | Bergen                    | |
| Victor Maistriau                 | Liberaal           | Bergen                    | Voorzitter van de Liberale fractie vanaf 22 september 1944. |
| Jules Levecq                     | Communist          | Bergen                    | Vervangt vanaf 20 september 1944 de overleden Georges Cordier. |
| Joseph Oblin                     | Katholiek          | Zinnik                    | Vervangt vanaf 20 september 1944 de overleden Pierre Vouloir. |
| Gaston Hoyaux                    | Socialist          | Zinnik                    | |
| Emile Schevenels                 | Socialist          | Zinnik                    | |
| Ernest Duray                     | Liberaal           | Zinnik                    | |
| Charles Derbaix                  | Katholiek          | Thuin                     | |
| Gaston Juste                     | Socialist          | Thuin                     | Vervangt vanaf 4 december 1945 de overleden Ernest Petit. |
| Max Buset                        | Socialist          | Thuin                     | |
| Michel Devèze                    | Liberaal           | Thuin                     | |
| Jacques Haustrate                | Katholiek          | Doornik-Aat               | |
| Vincent Cossée de Maulde         | Katholiek          | Doornik-Aat               | |
| Jules Hossey                     | Socialist          | Doornik-Aat               | |
| Ursmar Depotte                   | Socialist          | Doornik-Aat               | Stapt op 24 augustus 1945 over naar de communistische fractie. |
| Camille Artisien                 | Socialist          | Doornik-Aat               | |
| René Lefebvre                    | Liberaal           | Doornik-Aat               | |
| Pierre Dijon                     | Katholiek          | Hoei-Borgworm             | |
| Hubert Lapaille                  | Socialist          | Hoei-Borgworm             | Vervangt vanaf 20 september 1944 Arthur Wauters, die voorzitter van de Informatiedienst van het ministerie van Buitenlandse Zaken wordt. |
| Georges Hubin                    | Socialist          | Hoei-Borgworm             | |
| Joseph Pierco                    | Liberaal           | Hoei-Borgworm             | Quaestor. |
| Marcel Philippart de Foy         | Katholiek          | Luik                      | Secretaris vanaf 14 november 1944. |
| Antoine Delfosse                 | Katholiek          | Luik                      | Stapt op 27 juni 1945 over naar de UDB-fractie. |
| Joseph Merlot                    | Socialist          | Luik                      | |
| René Demoitelle                  | Socialist          | Luik                      | Vervangt vanaf 20 september 1944 de overleden René Delbrouck. |
| Léon Troclet                     | Socialist          | Luik                      | Vervangt vanaf 7 november 1945 de overleden Lucie Dejardin. Dejardin verving zelf van 20 september 1944 tot aan haar dood op 28 oktober 1945 de overleden Georges Truffaut. |
| François Van Belle               | Socialist          | Luik                      | Ondervoorzitter en voorzitter van de commissie Financiën, de commissie Volksgezondheid en de commissie Openbare Werken. Vanaf 14 november 1944 tevens voorzitter van de commissie Oorlogsgetroffenen.                                                                                          |
| François Sainte                  | Socialist          | Luik                      | |
| Paul Gruselin                    | Socialist          | Luik                      | |
| Henri Heuse                      | Liberaal           | Luik                      | Vervangt vanaf 20 september 1944 de overleden Désiré Horrent. |
| Jean Rey                         | Liberaal           | Luik                      | |
| Julien Lahaut                    | Communist          | Luik                      | Voorzitter van de communistische fractie. |
| Eugène Beaufort                  | Communist          | Luik                      | Secretaris vanaf 14 november 1944. |
| Alice Degeer-Adère               | Communist          | Luik                      | |
| Ursmard Legros                   | Rexist             | Luik                      | Zetelt vanaf 20 september 1944 als onafhankelijke. Legros was tot 20 september 1944 voorzitter van de rexistische fractie. |
| Louis Sandront                   | Katholiek          | Verviers                  | |
| Michael Frères                   | Katholiek          | Verviers                  | |
| Jules Hoen                       | Socialist          | Verviers                  | Quaestor vanaf 14 november 1944. |
| Albert Devèze                    | Liberaal           | Verviers                  | |
| Maurice Masson                   | Liberaal           | Verviers                  | |
| Henri Horward                    | Rexist             | Verviers                  | |
| Emile Blavier                    | Katholiek          | Hasselt                   | |
| Paul Clerckx                     | Katholiek          | Hasselt                   | |
| Henricus Ballet                  | Vlaams-nationalist | Hasselt                   | |
| Jozef Alfons Hermans             | Vlaams-nationalist | Hasselt                   | Hermans overlijdt op 19 juni 1942, maar wordt niet meer vervangen. |
| Henricus Vaes                    | Katholiek          | Tongeren-Maaseik          | |
| Pierre Beckers                   | Katholiek          | Tongeren-Maaseik          | |
| Pierre Dexters                   | Katholiek          | Tongeren-Maaseik          | |
| Andries Mondelaers               | Katholiek          | Tongeren-Maaseik          | |
| Gérard Romsée                    | Vlaams-nationalist | Tongeren-Maaseik          | Van 9 mei 1939 tot 20 september 1944 voorzitter van de Vlaams-nationalistische fractie. |
| Jean Merget                      | Katholiek          | Aarlen-Marche-Bastenaken  | Secretaris tot 14 november 1944 en quaestor vanaf 14 november 1944. |
| Max Bourguignon                  | Katholiek          | Aarlen-Marche-Bastenaken  | Vervangt vanaf 17 juli 1945 de overleden Albert Laroche. Laroche verving vanaf 24 april 1945 de overleden Alphonse Materne, maar was reeds overleden in een Duits concentratiekamp, wat nog niet bekend was.                                                                                   |
| Albert Goffaux                   | Socialist          | Aarlen-Marche-Bastenaken  | |
| Ernest Adam                      | Katholiek          | Neufchâteau-Virton        | |
| Jean Mignon                      | Katholiek          | Neufchâteau-Virton        | |
| Edmond Jacques                   | Socialist          | Neufchâteau-Virton        | |
| Charles d'Aspremont Lynden       | Katholiek          | Dinant-Philippeville      | |
| Henri Lambotte                   | Katholiek          | Dinant-Philippeville      | |
| Jules Blavier                    | Socialist          | Dinant-Philippeville      | Vervangt vanaf 6 juni 1939 Denis Henon, die de politiek verlaat. |
| Roger Mattot                     | Liberaal           | Dinant-Philippeville      | |
| Louis Huart                      | Katholiek          | Namen                     | |
| Maurice Jaminet                  | Katholiek          | Namen                     | |
| René Dieudonné                   | Socialist          | Namen                     | Vervangt vanaf 20 september 1944 de overleden Lucien-Marie Harmegnies. |
| Joseph Gris                      | Socialist          | Namen                     | |
| Georges Guilmin                  | Liberaal           | Namen                     | |